# Willi Müller (Politiker, 1925)
Wilhelm „Willi“ Müller (* 14. Juli 1925 in Mülheim an der Ruhr; † 18. Januar 2007) war ein deutscher Politiker (SPD).

## Leben
Nach dem Besuch der Volksschule absolvierte Müller eine Lehre in einer Anwaltskanzlei und arbeitete anschließend als Anwaltsgehilfe. Er leistete seit 1942 Reichsarbeitsdienst, wurde danach zur Wehrmacht eingezogen und nahm als Soldat am Zweiten Weltkrieg teil, zuletzt als Obergefreiter. Nach dem 20. Juli 1944 wurde sein Vater Wilhelm Müller sen. im KZ Neuengamme ermordet. Bei Kriegsende geriet er in sowjetische Gefangenschaft, aus der er 1949 entlassen wurde.
Nach seiner Entlassung aus der Kriegsgefangenschaft musste Müller aufgrund einer Schwerkriegsbeschädigung den Beruf wechseln und arbeitete fortan als Angestellter bei einer Ortskrankenkasse. Er bestand beide Verwaltungsprüfungen, wurde zum Verwaltungsoberinspektor ernannt und war dann als Dienstordnungs-Angestellter bei der AOK in Duisburg tätig. Außerdem wirkte er bis 1967 als Vizepräsident der Deutsch-Koreanischen Gesellschaft.

## Partei
Müller trat 1950 in die SPD ein und war von 1963 bis 1977 Vorsitzender des SPD-Unterbezirkes Mülheim/Ruhr.

## Abgeordneter
Müller war von 1961 bis 1969 Ratsmitglied der Stadt Mülheim. Dem Deutschen Bundestag gehörte er nach der Bundestagswahl 1965 bis 1980 an. Im Parlament vertrat er den Wahlkreis Mülheim. Von 1973 bis 1979 war er Mitglied des Europäischen Parlamentes.

## Veröffentlichungen
- Willi Müller (Hrsg.): Demokratie vor Ort. Ein Lesebuch zur Geschichte der Sozialdemokratischen Partei Deutschlands in Mülheim an der Ruhr. Vor Ort Verlags-GmbH, Mülheim an der Ruhr 1979.

| Personendaten    | Personendaten                        |
| ---------------- | ------------------------------------ |
| NAME             | Müller, Willi                        |
| ALTERNATIVNAMEN  | Müller, Wilhelm                      |
| KURZBESCHREIBUNG | deutscher Politiker (SPD), MdB, MdEP |
| GEBURTSDATUM     | 14. Juli 1925                        |
| GEBURTSORT       | Mülheim an der Ruhr                  |
| STERBEDATUM      | 18. Januar 2007                      |